# 시끌별 녀석들
《시끌별 녀석들》(일본어: うる星やつら 우루세이 야쓰라[*])은 타카하시 루미코가 집필하고 그린 일본 만화이다. 쇼가쿠칸의 〈주간 소년 선데이〉에 1978년 9월부터 1987년 2월까지 총 366회가 연재됐으며 단행본으로 34권으로 출판됐다. 인간 모로보시 아타루가 우주인 라무에게 실수로 고백한 이후 라무가 아타루의 아내를 자처하면서 벌어지는 소동이 주요 사건으로, 일본 신화 및 문화와 말장난을 활용한 것이 특징이다.
단행본은 소년 선데이 코믹스(SSC) 34권이 일본에 출시되었고, 한국에서도 서울문화사에서 시끌별 녀석들이란 제목으로 정식 발행됐다. 또한 일본에서는 1989년부터 1990년까지 와이드판이 전 15권, 1998년부터 1999년까지 문고판이 전 18권 발매되었으며, 신장판이라는 형태로 한 달에 두 권씩 복각되어 간행됐다. 1980년 제26회 소학관 만화상 수상작이다.
《시끌별 녀석들》은 1981년 키티 필름이 제작한 애니메이션으로 제작돼 1986년까지 방영됐다. 2022년에는 데이비드 프로덕션이 제작한 두 번째 애니메이션판이 방영됐다.

## 개요
고등학생 모로보시 아타루와 우주인 라무를 중심으로 도쿄 시내와 우주의  다른 차원의 세계 등을 무대로 한 러브 코미디이다. 그 내용의 참신함과 매력적인 캐릭터는 1980년대뿐만 아니라 그 이후의 만화와 애니메이션계에도 지대한 영향을 끼쳤다.
1978년에 단기 집중 연개작으로 “소년 선데이”에 첫 게재되어, 평이 좋았으므로 1979년부터 월간 연재화 및 부정기 연재화되었다. 그리고 1980년에 “소년 선데이”에서 본격적인 주간 연재작이 되어 아다치 미츠루의 터치와 함께 당시의 소년 선데이를 지탱하는 두 기둥이 되었다. 그 절대적인 인기로 인해 TV 애니메이션화 및 애니메이션 영화화가 되기도 하고 단행본도 34권에 달하는 장기 연재 작품이 되었다(당시엔 소년 선데이 최장기 연재작이었다).
이야기의 대부분이 일화 완결형이다. 등장인물은 성장하지 않고 토모비키 고등학교 2학년에 쭉 재 학중이다(단, 초기에는 1학년). 특히 설날, 입춘, 칠석, 크리스마스 등의 연중행사는 연재 시기에 맞춰 계속 행해졌다.

## 줄거리
지구의 운명을 건 술래잡기에 지구대표의 모로보시 아타루의 발언을 라무는 자신에게 구혼한 것으로 착각하여 아타루와 약혼(?)을 하게 된다. 아타루는 이미 미야케 시노부라는 연인이 있어 부정기 연재 시기에는 (“뛰어다니는 청춘” ~ “용기가 있다면”) 이 삼각관계의 소동극이 주를 이뤘으나 정기연재 개시 첫 화 “트러블이 뛰어내려왔다!!”의 멘도의 등장에서 시노부가 멘도에게 한눈에 반해 이 관계는 소멸하고, 라무와 아타루의 사랑에 대해 그려지게 된다.
이것은 원작자의 능숙한 방침전환이지만 보통 독자들은 이야기를 읽으면서 “아타루의 불행 이야기”에서 “아타루와 라무의 러브코미디”로 전환되는 것을 알지 못한다. 이야기는 주로 학원, 계절물, 코미디, 캐릭터별 에피소드, 아타루와 라무의 사랑의 로테이션 형식으로 그려진다. 최후에는 다시 술래잡기로 라무와 아타루의 사랑을 확인하고 서로 끌어안는 형식으로 1화부터 시작된 술래잡기의 종지부가 찍히게 된다.

## 매체

### 실사화
1979년 닛폰 TV 가맹국인 요미우리 TV에 방송 계획이었으나, 이후에 무산되었다.

### 텔레비전 애니메이션
1981년 10월 14일부터 1986년 3월 19일까지 키티필름, 후지 TV 제작 (애니메이션 제작은 스튜디오 삐에로, 이후 스튜디오 딘)으로 TV 애니메이션화되었다. 방송시간은 수요일 19시 30분부터 20시까지. 최고 시청률은 27.4% (제 35/36회).
호평으로 4년 반의 장기간 동안 방송되고 극장판 6개(TV 방영 시기에는 4개)가 만들어졌다. 전 218화. 그때 가끔씩 일이 없었던 오시이 마모루가 초대 감독을 맡았다. 초기에는 15분 2화 형식이었으나 30분 1화 형식으로 바뀌었다. 당시 10대였던 야마시타 마사히토의 다이나믹하고 스피드감 넘치는 작화, 엔도 아사미와 니시지마 카츠히코, 모리야마 유우지 등에 의한 육감적이고 귀여운 터치 등 개성넘치는 작화기술이 만재하여 당시의 애니메이션계 뿐만 아니라 이후의 애니메이션 작품에도 큰 영향을 미쳤다.
오시이 마모루가 스튜디오 삐에로를 퇴사하여 강판하게 되자 오시이의 추천에 의해 130화부터 야마자키 카즈오가 2대 감독을 맡게 된다. 제작회사도 스튜디오 딘으로 변경되었다.
야마자키는 오시이와 비슷비슷한 레벨의 작품을 만들어 냈으나 감독직에 익숙해지자 원작에서 아타루와 라무의 사랑을 그린 신을 애니메이션에서는 전부 삭제해버리는 등 원작을 왜곡하는 작품을 연발하여 (그 중에는 원작이 있음에도 불구하고 내용이 전혀 다른 에피소드도 존재한다), “원작은 읽지만 애니메이션은 보지 않는다”는 팬들이 급증하였다. 이는 애니메이션의 방송이 절대적인 인기를 자랑하는 원작이 연재중임에도 불구하고 종료한 하나의 원인이 된다. 방송 종료후엔 OVA시리즈도 제작되었다.
1987년 5월에는 키티 레코드가 예약한정발매로 TV판의 모든 에피소드를 레이저 디스크 50매에 수록하여 33만엔에 발매하였다. 이것이 후에 DVD-BOX까지 이어지는 LD-BOX라는 형태의 상품의 1호가 되었다.
2022년 TV 애니메이션화가 전작 종영된지 36년 만에 리메이크 신작이 결정되었다. 같은해 10월 14일부터 2023년 1분기까지 후지 TV의 노이타미나에서 방영되고 있다.

### OVA
| 회차 | 발매일           | 서브 타이틀                                | 비고 |
| ---- | ---------------- | ------------------------------------------ | ---- |
| 1    | 1985년 9월 24일  | 료코의 9월 다과회                          |      |
| 2    | 1986년 9월 15일  | 메모리얼 앨범 I'm the 종챤                 |      |
| 3    | 1987년 7월 18일  | 꿈의 설비사, 이나바군 등장! 라무의 미래는? |      |
| 4,5  | 1988년 8월 8일   | 분노!! 샤베트 / 나기사의 피앙세            |      |
| 6,7  | 1989년 3월 25일  | 전기 장치의 정원지기 / 달에 짖어라         |      |
| 8,9  | 1989년 7월 22일  | 달에 짖어라 / 하트를 잡아라                |      |
| 10   | 1990년 4월 29일  | 소녀 홍역의 공포                           |      |
| 11   | 1990년 11월 17일 | 영혼과 데이트                              |      |

### 극장판
- 시끌별 녀석들 인기에 힘입어서 1983년 2월 11일 일본에서 극장판 1기 《Only You》라는 제목으로 상영을 시작하여 1991년 11월까지  6기《Always My Darling》개봉하였으며, 현재 극장판 7기 이후에는 나오지 않는다.
- 이 영상은 화면비구성에 아날로그 형식의 디지털 표준 화질(4:3, 16:9)으로 적용되었다.

|     | 개봉일          | 감독            | 극장판 제목       | 배급사          | 비고 |
| --- | --------------- | --------------- | ----------------- | --------------- | ---- |
| 1기 | 1983년 2월 11일 | 오시이 마모루   | Only You          | 토호            |      |
| 2기 | 1984년 2월 11일 | 오시이 마모루   | Beautiful Dreamer | 토호            |      |
| 3기 | 1985년 1월 26일 | 야마자키 카즈오 | Remember My Love  | 토호            |      |
| 4기 | 1986년 2월 22일 | 야마자키 카즈오 | Lum The Forever   | 토호            |      |
| 5기 | 1988년 2월 6일  | 데자키 사토시   | 완결판            | 토호            |      |
| 6기 | 1991년 11월 2일 | 야마다 카츠히사 | Always My Darling | 아르고 프로젝트 |      |

## 같이 보기
- 만화·애니메이션 《란마 ½》
- 비디오 게임 《모모코 120%》("라무의 러브송" 반주됨)